# Thumatha muscula
Thumatha muscula là một loài bướm đêm thuộc phân họ Arctiinae, họ Erebidae.